# 厦门火炬高技术产业开发区

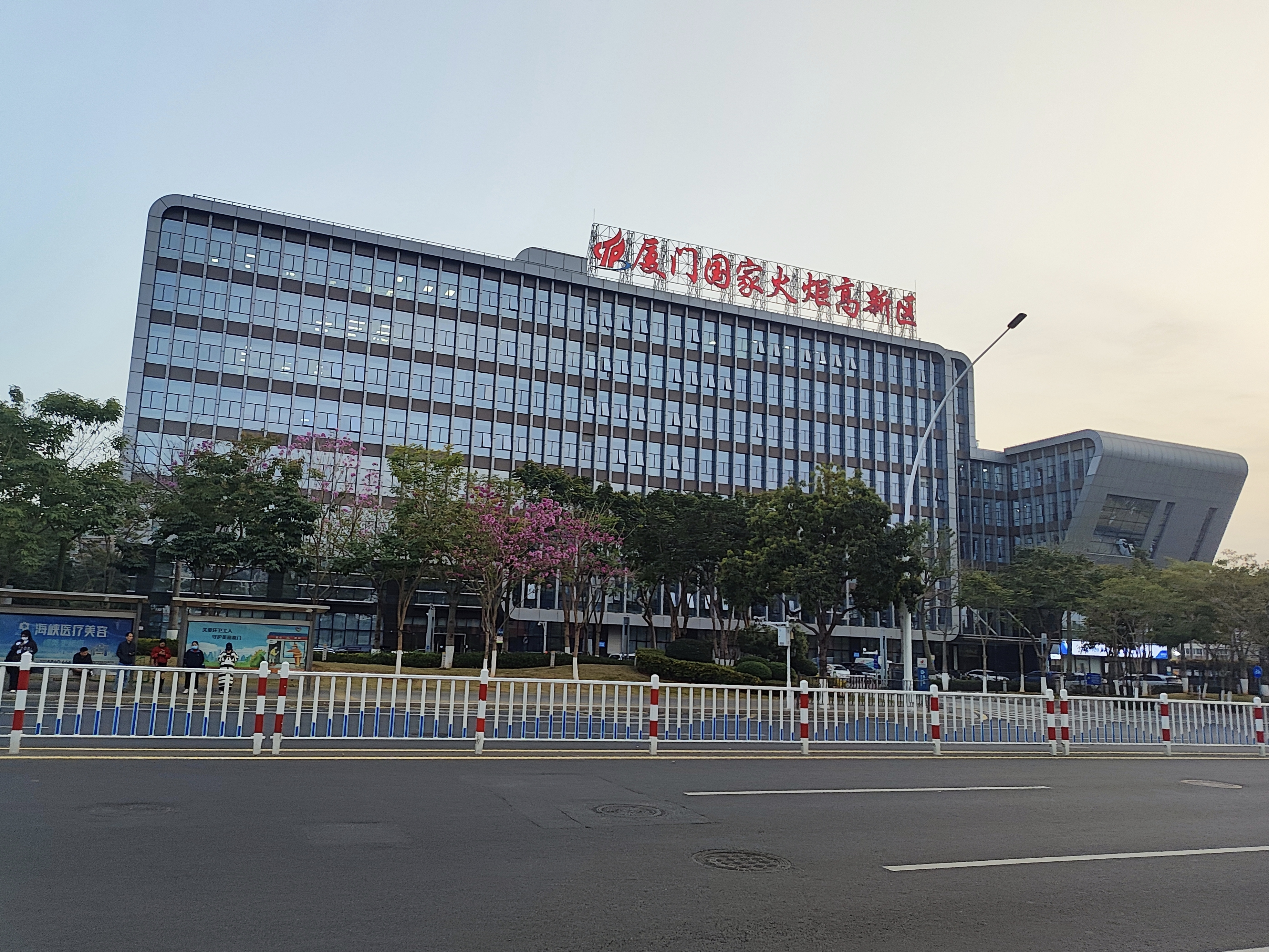
厦门国家火炬高新区大楼

厦门火炬高技术产业开发区位于福建省厦门市，是1991年3月经国务院批准建立的国家高新技术产业开发区，全称为厦门火炬高新技术产业开发区。

## 历史沿革
- 1990年12月：由国家科技委员会和厦门市人民政府共同创办厦门高新技术产业开发区。
- 1991年3月：经国务院批准，厦门高新技术产业开发区升级为国家高新技术产业开发区[2]。